# Ha Hjong-ču
Ha Hjong-ču (korejsky 하 형주), (anglicky Ha Hyung-joo, Ha Hyoung-zoo), (* 3. června 1962 v Čindžu, Jižní Korea) je bývalý korejský zápasník – judista, olympijský vítěz z roku 1984.

## Sportovní kariéra
Členem seniorské reprezentace byl od počátku osmdesátých let. V roce 1984 si vybojoval účast na olympijských hrách v Los Angeles a výborně načasoval formu. Po postupu ze semifinále, přes svého oblíbeného soupeře Němce Günthera Neureuthera, ve finále uhlídal nebezpečného Brazilce Douglase Vieirou a získal nečekaně zlatou olympijskou medaili. V roce 1988 obhajoval vítězství před domácím publikem na olympijských hrách v Soulu. V předpokládanému finále mezi ním a Japoncem Hitoši Sugaijem však nedošlo, v prvním kole nestačil na belgického matadora Roberta Van de Walle. Sportovní kariéru ukončil v roce 1990. Pracuje jako sportovní psycholog.

## Výsledky

### Váhové kategorie
| Turnaj            | 1981           | 1982           | 1983           | 1984           | 1985           | 1986           | 1987           | 1988           |
| Turnaj            | 19             | 20             | 21             | 22             | 23             | 24             | 25             | 26             |
| Turnaj            | polotěžká váha | polotěžká váha | polotěžká váha | polotěžká váha | polotěžká váha | polotěžká váha | polotěžká váha | polotěžká váha |
| ----------------- | -------------- | -------------- | -------------- | -------------- | -------------- | -------------- | -------------- | -------------- |
| Olympijské hry    |                |                |                | 1.             |                |                |                | úč.            |
| Mistrovství světa | 3.             |                | —              |                | 2.             |                | 3.             |                |
| Asijské hry       |                |                |                |                |                | 1.             |                |                |
| Mistrovství Asie  | 2.             |                |                | —              |                |                |                | —              |

### Bez rozdílu vah
| Turnaj            | 1981 | 1982 | 1983 | 1984 | 1985 | 1986 | 1987 | 1988 |
| Turnaj            | 19   | 20   | 21   | 22   | 23   | 24   | 25   | 26   |
| ----------------- | ---- | ---- | ---- | ---- | ---- | ---- | ---- | ---- |
| Mistrovství světa | úč.  |      | —    |      | —    |      | —    |      |
| Mistrovství Asie  | 1.   |      |      | —    |      |      |      | —    |

## Podrobnější výsledky

### Olympijské hry
| Rok      | Kategorie      |  | 1/32                                | 1/16                     | čtvrtfinále                        | semifinále                         | finále                       |
| -------- | -------------- |  | ----------------------------------- | ------------------------ | ---------------------------------- | ---------------------------------- | ---------------------------- |
| LOH 1984 | polotěžká váha |  | výhra – 1:09/hrg John Adams         | výhra – yuk/dab Joe Meli | výhra – 2:20/suk+ksk Masato Mihara | výhra – yuk/dab Günther Neureuther | výhra – (yus) Douglas Vieira |
| LOH 1988 | polotěžká váha |  | prohra – 1:59/? Robert Van de Walle | —                        | —                                  | —                                  | —                            |

### Mistrovství světa
| Rok     | Kategorie      |  | 1/32 | 1/16 | čtvrtfinále | semifinále | opravy | o bronz | finále |
| ------- | -------------- |  | --- | --- | --- | --- | --- | --- | --- |
| MS 1981 | polotěžká váha |  | výhra Ranko Miranović | výhra S. Churelbátar | výhra Henk Numan | prohra Tengiz Chubuluri | — | výhra Günther Neureuther | — |
| MS 1983 | polotěžká váha |  | neúčastnil se – bojkot mistrovství světa v Moskvě jihokorejskou reprezentací za sestřelení jihokorejského civilního letadla | neúčastnil se – bojkot mistrovství světa v Moskvě jihokorejskou reprezentací za sestřelení jihokorejského civilního letadla | neúčastnil se – bojkot mistrovství světa v Moskvě jihokorejskou reprezentací za sestřelení jihokorejského civilního letadla | neúčastnil se – bojkot mistrovství světa v Moskvě jihokorejskou reprezentací za sestřelení jihokorejského civilního letadla | neúčastnil se – bojkot mistrovství světa v Moskvě jihokorejskou reprezentací za sestřelení jihokorejského civilního letadla | neúčastnil se – bojkot mistrovství světa v Moskvě jihokorejskou reprezentací za sestřelení jihokorejského civilního letadla | neúčastnil se – bojkot mistrovství světa v Moskvě jihokorejskou reprezentací za sestřelení jihokorejského civilního letadla |
| MS 1985 | polotěžká váha |  | volný los | výhra Robert Köstenberger                                                                                                   | výhra Alexandr Sivcev | výhra Günther Neureuther | — | — | prohra Hitoši Sugai |
| MS 1987 | polotěžká váha |  | výhra Najel abú-Daba | výhra Ajman al-Šewí | prohra Theo Meijer | — | výhra Jens Geisler | výhra Belarmino Salgado | — |